# Junpei Kusukami
Junpei Kusukami (jap. 楠神 順平 Kusukami Junpei; ur. 27 sierpnia 1987) – japoński piłkarz występujący na pozycji pomocnika.

## Kariera klubowa
Od 2009 roku występował w klubach Kawasaki Frontale, Cerezo Osaka, Sagan Tosu i Western Sydney Wanderers FC.